# 8 Korpus (austro-węgierski)

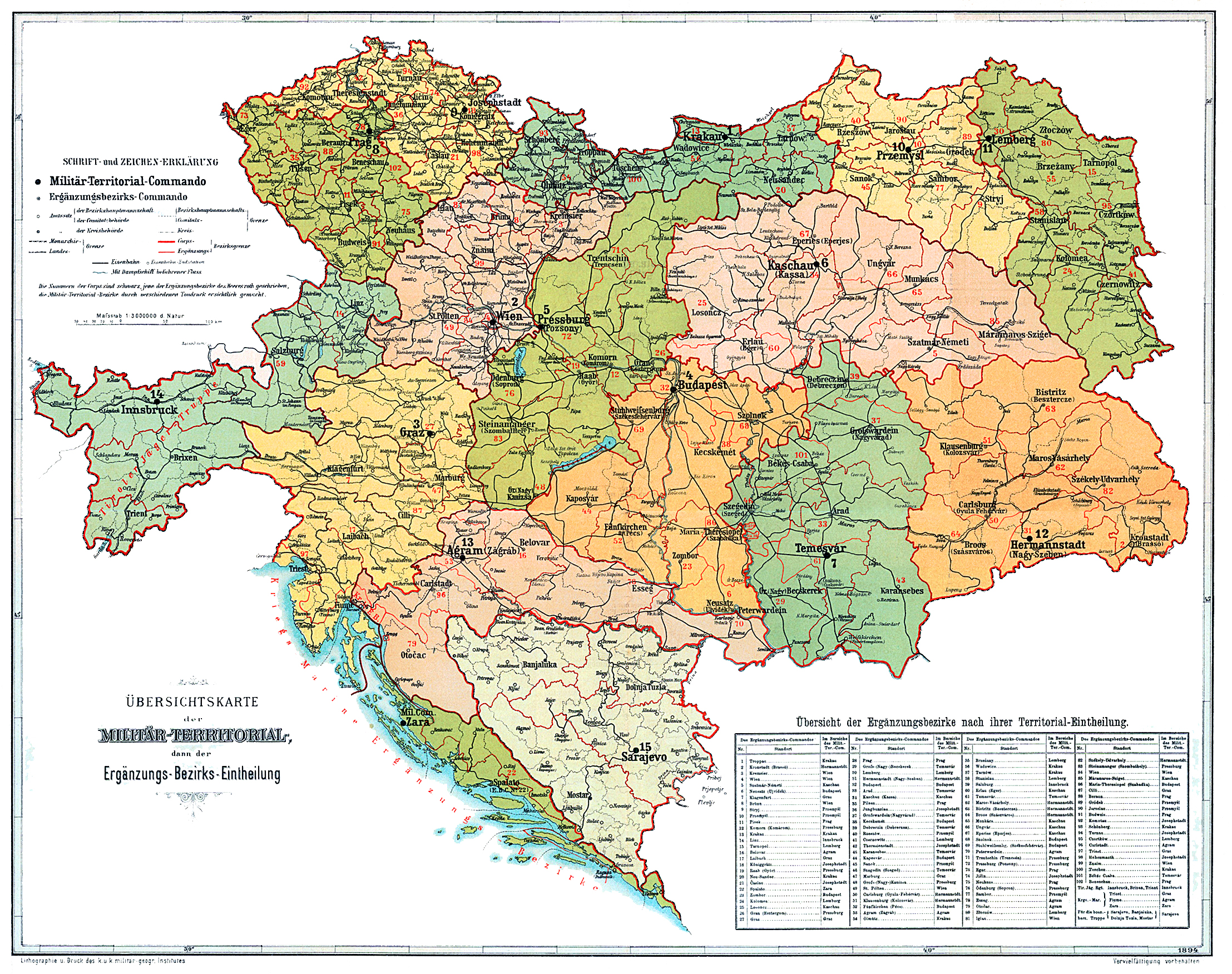
Wojskowy podział terytorialny Monarchii Austro-Węgier w 1894

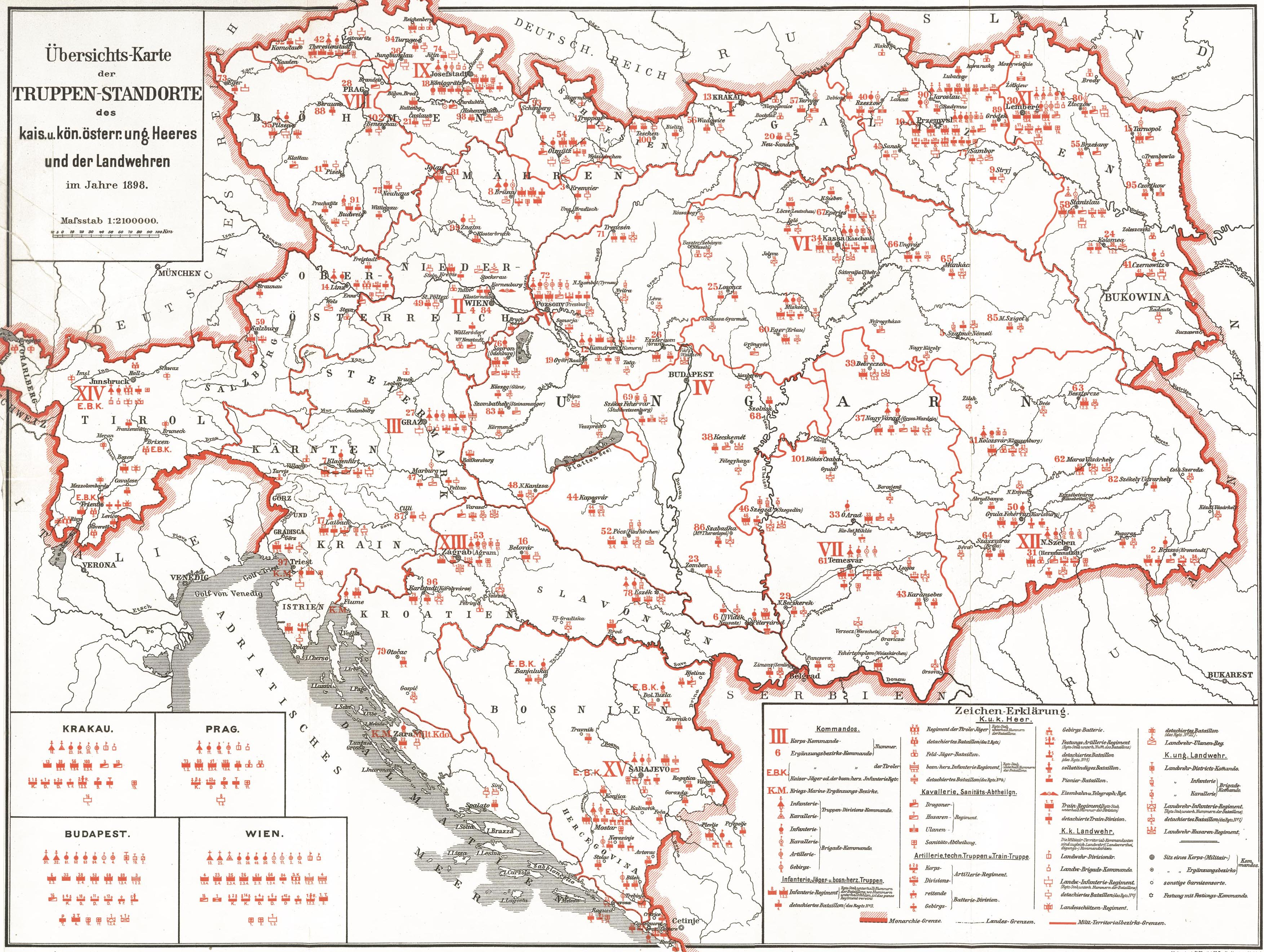
Dyslokalizacja sił zbrojnych Monarchii Austro-Węgier w styczniu 1898

8 Korpus – wyższy związek taktyczny cesarskiej i królewskiej Armii z dowództwem w Pradze.
W 1905 roku korpus obejmował swoim zasięgiem okręgi uzupełnień nr: 11, 28, 35, 73, 75, 88, 91 i 92.
Organizacja pokojowa w 1914 roku
- 9 Dywizja Piechoty w Pradze
- 19 Dywizja Piechoty w Pilźnie
- 21 Dywizja Piechoty Obrony Krajowej w Pradze
- 1 Brygada Kawalerii w Pradze
- 8 Brygada Artylerii Polowej w Pradze
- 8 Dywizjon Taborów w Pradze

W czasie wybuchu I wojny światowej korpus był podporządkowany 5 Armii i walczył na froncie bałkańskim.

## Organizacja wojenna i obsada personalna w sierpniu 1914 roku
- 9 Dywizja Piechoty (9. ID): FML Viktor von  Scheuchenstuel
  - 17 Brygada Piechoty (17. IBrig.): GM. Franz Daniel,
  - 18 Brygada Piechoty (18. IBrig.): GM.  Joseph Mayrhofer von Grünbühel,
  - 9 Brygada Artylerii Polowej (9. FABrig.): GM. Rudolf Laube,
- 21 Dywizja Piechoty Obrony Krajowej: FML Artur Przyborski,
  - 41 Brygada Piechoty (41. IBrig.): GM. Othmar Panesch,
  - 42 Brygada Piechoty (42. IBrig.): GM. Alois Podhajski,
  - 21 Brygada Artylerii Polowej (21. FABrig.): płk. Karl Hinke

## Obsada personalna Komendy 8 Korpusu
Komendanci korpusu i generałowie dowodzący
(niem. Korpskommandant und Kommandierender General)
- FZM Joseph Philippović von Philippsberg (1882 - 1889)
- FZM Philipp von Grünne (1889 - 1899)
- FZM Ludwig von Fabini (1899 - 1 IV 1904 → stan spoczynku)
- FZM Hubert von Czibulka (1904 – 1905[1])
- gen. kaw. Artur Giesl von Gieslingen (1914)

Generałowie przydzieleni
(niem. Zugeteilter General)
- FML Alfons Makowiczka (1902[1] – †8 V 1916[3])

Szefowie Sztabu Generalnego
(niem. Generalstabschef)
- płk SG Svetozar Boroević von Bojna (1902 – 1904)
- płk SG Rudolf Schmidt (1904 – 1905[1])
- płk SG Alfred Redl (X 1912 – †25 V 1913)
- płk SG Ludwig Sündermann (VI 1913 – VII 1916 → szef sztabu 1 Korpusu)
- ppłk / płk SG Maximilian von Pitreich (VII 1916 – IV 1918)